# Birgit Lemmermann
Birgit Lemmermann (* 1. März 1962 in Klethen, Gemeinde Ottendorf-Klethen auf der Stader Geest) ist eine deutsche Gymnasiallehrerin, Autorin plattdeutscher Literatur und Übersetzerin.

## Leben

### Werdegang
Birgit Lemmermann wuchs in ihrem Geburtsort Klethen auf. Sie machte in Buxtehude Abitur. An der Universität Kassel studierte sie Kunst und Sport. Währenddessen ließ sie sich auch zur Töpferin und zur Waldorfschullehrerin ausbilden.
Lemmermann war seit 1991 an der Waldorfschule Ottersberg tätig, danach am Ratsgymnasium Rotenburg (Wümme) als Lehrerin für Kunst, Sport, Werken und Plattdeutsch und leitete dort auch die Fachschaft Kunst. Seit 2017 arbeitet sie am Aue-Geest-Gymnasium Harsefeld.

### Tätigkeit als Autorin
Nachdem 1992 Lemmermanns Sohn geboren worden war, fing sie an, für ihn plattdeutsche Bücher zu schreiben, da es wenig plattdeutsche Literatur für Kinder gab. Als ihr Sohn älter wurde, fing sie an, ihre Bücher zu veröffentlichen und neue zu schreiben. Sie wurde mehrmals für ihr Werk ausgezeichnet. Für den plattdeutschen Jugendroman Ebbe un Hehn hat sie den Lüttjepütt-Preis verliehen bekommen. Der Roman war das Plattdeutsche Buch des Jahres 2007.

### Privates
Lemmermann lebte während ihrer Tätigkeit an der Waldorfschule Ottersberg in Otterstedt, dann lange Zeit in Unterstedt bei Rotenburg/Wümme, jetzt aber wieder in Ahlerstedt. Sie war von 2014 bis 2017 Beisitzerin im Präsidium des Instituts für niederdeutsche Sprache.

## Schriften
- Ut’n Leven von Emil. Schintz, Bremen 1994, ISBN 3-9801388-4-4.
- Ut de Kinnertiet von Emil. Schintz, Bremen 1996, ISBN 3-9801388-5-2.
- Wenn de Sünn mööd slapen geiht … Schintz, Bremen 2000, ISBN 3-9807132-8-8.
- Ebbe un Hehn. En plattdüütsch Book mit Biller för junge Lüüd. Schintz, Bremen 2007, ISBN 978-3-9811290-1-4.
- Ebbe un Hehn. [Tonträger]. Schünemann, Bremen 2008.
- Avends an de Regentünn. Schünemann, Bremen 2008, ISBN 978-3-7961-1920-0.
- Matthias Sodtke: Gifft dat egens Brummers, de na Worteln smecken doot? Schünemann, Bremen 2009, ISBN 978-3-7961-1928-6 (als Übersetzerin).
- Matthias Sodtke: De Oosterpoggen. Schünemann, Bremen 2009, ISBN 978-3-7961-1936-1 (als Übersetzerin).
- Ildikó von Kürthy: Schwerelos op platt. Schünemann, Bremen 2010, ISBN 978-3-7961-1960-6 (als Übersetzerin).
- (zus. mit Jan Graf): De Deerten wüllt Pannkoken freten. Schintz, Bremen 2011, ISBN 978-3-9813598-1-7.
- Black Hex. Schünemann, Bremen 2012, ISBN 978-3-7961-1000-9.
- Ebbe und Huhn. Ein Roman mit Bildern. Für Leute. Nicht für Kinder. Atelier im Bauernhaus, Fischerhude 2015, ISBN 978-3-88132-993-4.

## Preise/Auszeichnungen
- 2007 Lüttjepütt-Preis[6]
- 2009 Hans-Henning-Holm-Preis[7]
- 2011 Klaus-Groth-Preis
- 2012 Freudenthal-Preis
- 2013 Heinrich-Schmidt-Barrien-Preis[8]
- 2013 Niederdeutscher Literaturpreis der Stadt Kappeln
- 2020 Freudenthal-Preis, für ihre Kurzprosa Achterdags. Negen lütte Schergen[9][10]